# Ivan Reitman
Ivan Reitman (født 27. oktober 1946, død 12. februar 2022) var en canadisk filminstruktør og -producer, der bl.a. stod bag komediefilm som Ghostbusters, Ghostbusters II og Røven af 4. division. Fra begyndelsen af halvfemserne gjorde Reitman sig mere som producer indenfor filmbranchen og medvirkede bl.a. til produktionen af komediefilm som Old School, Trailer Park Boys: The Movie og I Love You, Man. Ivan Reitman er far til filminstruktøren Jason Reitman.

## Udvalgt filmografi
- Foxy Lady (1971), instruktør og producer
- Delta kliken (1978), producer
- Meatballs (1979), instruktør
- Røven af 4. division (1981), instruktør og producer
- Ghostbusters (1984), instruktør og producer
- Leg med ild (1986), instruktør og producer
- Twins (1988), instruktør og producer
- Ghostbusters II (1989), instruktør og producer
- Kindergarten Cop (1990), instruktør og producer
- Beethoven (1992), executive producer
- Beethoven 2 (1993), executive producer
- The Late Shift (1996), executive producer
- Space Jam (1996), producer
- Evolution (2001), instruktør og producer
- Old School (2003), executive producer
- Trailer Park Boys: The Movie (2006), executive producer
- My Super Ex-Girlfriend (2006), instruktør
- Disturbia (2007), executive producer
- I Love You, Man (2009), executive producer
- Ghostbusters 3 (2012), producer